# Фату Бальде
Фату Бальде (род. 1983) — активистка за права женщин, которая пережила калечащую операцию на женских половых органах в Гамбии и выступает за прекращение подобных операций.

## Биография
Как и её мать, она перенесла калечащие операции на женских половых органах в возрасте семи лет.
Бальде получила степень бакалавра психологии и здравоохранения в Вулверхэмптонском университете и степень магистра сексуального и репродуктивного здоровья в Университете Королевы Маргарет в Эдинбурге.
После окончания учёбы она работала в Исследовательском форуме Dignity Alert в Эдинбурге, занимаясь укреплением прав женщин и прав человека. В мае 2015 года она была назначена директором Исследовательского форума Dignity Alert. В 2013 году она публично указала на проблемы калечащих операций на женских половых органах девочек в Шотландии и подверглась резкой критике за такие заявления. 30 января 2014 года она предстала перед Комитетом по равным возможностям в шотландском парламенте с презентацией о мерах и рекомендациях, которые необходимо реализовать, чтобы молодые шотландки не становились жертвами калечащих операции.
Проведя большую часть своей жизни в качестве активистки в Шотландии, она вернулась в Гамбию в 2018 году. После возвращения она основала организацию «Женщины за освобождение и лидерство». Она проводила мастер-классы и семинары в Гамбии, а также в Международном центре правосудия переходного периода.
В марте 2020 года она получила премию She Award за выдающийся вклад в расширение прав и возможностей девочек и женщин в Гамбии. В январе 2020 года посол Великобритании в Гамбии Шэрон Уордл вручила ей Орден Британской Империи в рамках особых наград 2019 года в знак признания ценности её усилий и обязательств в отношении защиты чёрных меньшинств и этнических общин в Шотландии.